# Goh Punceue
Goh Punceue är en kulle i Indonesien.   Den ligger i provinsen Aceh, i den västra delen av landet, 1 900 km nordväst om huvudstaden Jakarta. Toppen på Goh Punceue är 48 meter över havet. Goh Punceue ligger på ön Pulau Breueh.
Terrängen runt Goh Punceue är lite kuperad. Havet är nära Goh Punceue åt sydväst.